# Kingpin (còmic)
El Kingpin (Wilson Fisk) és un superdolent que apareix en els còmics de Marvel Comics. El personatge va ser creat per Stan Lee i John Romita Sr., i va aparèixer per primera vegada a The Amazing Spider-Man nº50 (juliol de 1967).
Un dels més temuts i poderosos capitostos del crim organitzat a l'Univers Marvel, típicament mantenint la posició de senyor del crim a Nova York. Va ser inicialment adversari de Spider-Man, i més tard va passar a convertir-se en el nèmesi de Daredevil, com també en un recurrent enemic de Punisher. Les seues peculiaritats principals són una aparença fornida sota un vestit blanc d'etiqueta i un bastó abillat amb diamants o altres materials durs per al combat físic. La paraula "Kingpin" fa referència al títol de senyor del crim al parlar de la màfia estatunidenca.